# (121232) Zerin
(121232) Zerin est un astéroïde de la ceinture principale.

## Description
(121232) Zerin est un astéroïde de la ceinture principale. Il fut découvert le 11 septembre 1999 à Heppenheim par l'observatoire de Starkenburg. Il présente une orbite caractérisée par un demi-grand axe de 2,74 UA, une excentricité de 0,11 et une inclinaison de 11,9° par rapport à l'écliptique.

## Compléments